# Takamuko no Kuromaro
Takamuko no Kuromaro (高向 玄理 (Cao Hướng Huyền Lý) ? – 654) là một học giả và nhà ngoại giao Nhật Bản thời Asuka. Gia tộc Takamuko chính là hậu duệ của Tào Phi.
Kuromaro đi sứ sang nhà Tùy cùng Ono no Imoko với tư cách là kenzuishi (Khiển Tùy sứ) nhân danh Thiên hoàng Suiko vào năm 608. Ông tình nguyện ở lại Trung Quốc học hỏi trong ba mươi hai năm.  Sau khi trở về nước vào năm 640, nhờ vốn hiểu biết sâu rộng về Trung Quốc mà ông được triều đình trao danh hiệu Kuni no hakase (国博士, "Quốc Bác sĩ"). Kuromaro đã đóng góp sức mình cho công cuộc Cải cách Taika vào năm 645.  Ông lại được triều đình cử làm sứ thần sang nhà Đường gọi là kentōshi (Khiển Đường sứ). Trên đường đi đến Trường An, Takamuko lâm trọng bệnh và qua đời vào năm 654.